# Championnat de France de rugby à XV de 3e division fédérale 2020-2021
Navigation
Fédérale 3 2019-2020 Fédérale 3 2021-2022
Cette page présente la saison 2020-2021 de Fédérale 3 qui débute le 13 septembre 2020 pour se terminer le 11 avril 2021. La phase finale débute le 18 avril 2021 et se termine par la finale qui désigne le champion de France le 27 juin 2021.
Le 29 octobre 2020, la FFR annonce la suspension de la compétition en novembre et décembre 2020, en raison de l'entrée en vigueur du deuxième confinement, ainsi que l'annulation des phases finales afin de permettre l'opportunité de finir la compétition à l'issue de la saison.
Le 26 février 2021, la FFR annonce l'arrêt définitif des compétitions amateurs et le gel des montées et des descentes pour tous les niveaux.

## Règlement

### Participants
Pour  la  saison  2020-2021, 180 associations sont engagés en Championnat de France de 3e division Fédérale. 

### Règlement
Les 180 associations sont réparties en 15 poules de 12 équipes, avec une optimisation géographique nationale. Les équipes de chaque poule se rencontrent en matchs « Aller » et « Retour ».
A la fin de la phase qualificative :
- Les 3 premières équipes de chaque poule sont directement qualifiées pour disputer les phases finales, qui débutent en 32e de finale.
- Les équipes classées aux 4e et 5e place de leur poule, ainsi que les 8 meilleures équipes parmi les équipes classées à la 6e place de leur poule, soit 38 équipes, disputent un tour de barrages.
- Les 12 équipes les moins bien classées parmi les équipes classées 12e de chaque poule à l’issue de la phase qualificative (soit 12 équipes), seront reléguées en  série régionale Honneur de leur ligue d’appartenance pour la saison 2021-2022.

## Saison régulière
La première journée est le 13 septembre 2020 et la dernière journée le 11 avril 2021.
À la suite des nouvelles mesures sanitaires, les compétitions fédérales et régionales initialement suspendues du 8 novembre 2020 (7e journée) jusqu’à début janvier 2021, ne reprennent finalement pas pour les compétitions amateurs. 
À la suite des désistements et des rétrogradations administratives quatre clubs sont retenus pour participer au championnat de France fédérale 2 pour la saison 2021-2022 :
- Rugby tango chalonnais
- SA Rochefort
- US Tours
- Stade nantais

### Poules 1, 2, 3
- : Qualifiés pour les phases finales
- : Promu en Fédérale 2
- : Relégué en honneur régional

| Poule 1 (Classement au 25 octobre 2020) 1. Entente ML-SG-P 22pts (6 matchs joués) 2. Stade caennais 17pts (4 matchs joués) 3. Rugby club de Roubaix 16pts (5 matchs joués) 4. RC amiénois 15pts (4 matchs joués) 5. AS Rouen UC (ASRUC) 11pts (5 matchs joués) 6. Lille métropole RC Villeneuvois (P) 11pts (6 matchs joués) 7. Dieppe UC (P) 10pts (5 matchs joués) 8. XV Couronnais 9pts (6 matchs joués) 9. Évreux AC 9pts (3 matchs joués) 10. RCA Cergy-Pontoise 8pts (5 matchs joués) 11. RC Arras 6pts (5 matchs joués) 12. Rugby olympique club de Houilles-Carrières-sur-Seine 5pts (4 matchs joués) | Poule 2 (Classement au 25 octobre 2020) 1. RC Versailles 23pts (6 matchs joués) 2. Gretz-Tournan-Ozoir rugby centre 77 22pts (6 matchs joués) 3. Rugby Club du Pays de Meaux (R) 19pts (6 matchs joués) 4. RC Sucy-en-Brie 15pts (5 matchs joués) 5. Clamart RC 92 (P) 14pts (6 matchs joués) 6. AC Soissons 13pts (5 matchs joués) 7. AC Bobigny 93 12pts (4 matchs joués) 8. Rugby Épernay Champagne 10pts (6 matchs joués) 9. RC Vincennes 10pts (6 matchs joués) 10. RC Compiègne 9pts (6 matchs joués) 11. US Olympiades Massif-Central 5pts (5 matchs joués) 12. Rueil AC 0pt (5 matchs joués) | Poule 3 (Classement au 25 octobre 2020) 1. FC Haguenau 23pts (6 matchs joués) 2. Rugby tango chalonnais 22pts (5 matchs joués) 3. SC couchois 17pts (4 matchs joués) 4. Colmar RC 14pts (5 matchs joués) 5. CR Illkirch-Graffenstaden (CRIG) 10pts (4 matchs joués) 6. CS Lons-le-Saunier 10pts (3 matchs joués) 7. RC chagnotin 10pts (4 matchs joués) 8. Nancy Seichamps rugby 9pts (4 matchs joués) 9. Strasbourg AR (P) 7pts (6 matchs joués) 10. RC Vesoul 5pts (5 matchs joués) 11. Entente Montbéliard Belfort ASCAP Rugby (EMBAR) 2pts (5 matchs joués) 12. US Genlis 1pt (3 matchs joués) |

### Poules 4, 5, 6
- : Qualifiés pour les phases finales
- : Promu en Fédérale 2
- : Relégué en honneur régional

| Poule 4 (Classement au 25 octobre 2020) 1. RC de la Dombes 27pts (6 matchs joués) 2. RC riomois 18pts (6 matchs joués) 3. RC Andrézieux-Bouthéon 15pts (5 matchs joués) 4. FC Moulins (P) 14pts (5 matchs joués) 5. Espérance Saint-Léger-des-Vignes 13pts (6 matchs joués) 6. AS Tournus 13pts (5 matchs joués) 7. SC Tarare 12pts (6 matchs joués) 8. AS Ampuis Côte Rôtie 10pts (3 matchs joués) 9. SO Givors 9pts (4 matchs joués) 10. SCA Cusset 8pts (5 matchs joués) 11. RCC Montrevel-en-Bresse (P) 6pts (6 matchs joués) 12. RC Buxy (P) 2pts (5 matchs joués) | Poule 5 (Classement au 25 octobre 2020) 1. US Bellegarde-Coupy 22pts (6 matchs joués) 2. AS Saint-Marcel-Isle d'Abeau (ASSMIDA) 18pts (5 matchs joués) 3. RC des Vallons-de-la-Tour 17pts (5 matchs joués) 4. US pays de Gex (P) 15pts (6 matchs joués) 5. FC Aix 14pts (5 matchs joués) 6. Saint-Savin sportif 12pts (4 matchs joués) 7. US Izeaux 11pts (5 matchs joués) 8. Rhône-Sportif (Lyon-Villeurbanne) 9pts (6 matchs joués) 9. RC du pays Saint Jeannais 9pts (4 matchs joués) 10. US Deux-Ponts 7pts (4 matchs joués) 11. UA Tullins-Fures 4pts (5 matchs joués) 12. US Renage-Rives 3pts (5 matchs joués) | Poule 6 (Classement au 25 octobre 2020) 1. SMUC (P) 19pts (6 matchs joués) 2. RC Draguignan 18pts (6 matchs joués) 3. US Mourillon 15pts (5 matchs joués) 4. Aix UC 14pts (6 matchs joués) 5. RC Les Angles Gard rhodanien 13pts (4 matchs joués) 6. SU cavaillonnais 12pts (4 matchs joués) 7. AS Monaco 11pts (6 matchs joués) 8. RC aubagnais 11pts (5 matchs joués) 9. US valréassienne 9pts (5 matchs joués) 10. Boxeland Club Islois Rugby à XV 6pts (3 matchs joués) 11. RC Arlésien XV (P) 4pts (4 matchs joués) 12. RC Six-Fours-Le Brusc 3pts (4 matchs joués) |

### Poules 7, 8, 9
- : Qualifiés pour les phases finales
- : Promu en Fédérale 2
- : Relégué en honneur régional

| Poule 7 (Classement au 25 octobre 2020) 1. Servian-Boujan rugby 21pts (5 matchs joués) 2. Stade piscenois 18pts (5 matchs joués) 3. Entente Vendres-Lespignan Hérault XV 15pts (6 matchs joués) 4. Coopération Palavas Lunel rugby 14pts (3 matchs joués) 5. RC Saint-Affrique (P) 14pts (5 matchs joués) 6. RC teillois 10pts (4 matchs joués) 7. RC Romans-Péage 10pts (6 matchs joués) 8. RC cévenol (P) 9pts (4 matchs joués) 9. CO Le Puy 7pts (4 matchs joués) 10. RC Jacou Montpellier Nord 7pts (6 matchs joués) 11. SC Privas 7pts (5 matchs joués) 12. RC uzétien 1pt (5 matchs joués) | Poule 8 (Classement au 25 octobre 2020) 1. US thuirinoise 21pts (6 matchs joués) 2. SC Leucate Corbières Méditerranée XV 15pts (4 matchs joués) 3. Salanque Côte Radieuse XV 14pts (4 matchs joués) 4. Racing club de la Saudrune 12pts (5 matchs joués) 5. JSI Elne/Latour/Theza 12pts (5 matchs joués) 6. UA saverdunoise 9pts (4 matchs joués) 7. Sor Agout 8pts (4 matchs joués) 8. US Quillan Limoux 8pts (4 matchs joués) 9. SCA Rivesaltes-Baixas AC-Espira SC-Bompas XV 7pts (4 matchs joués) 10. RC revélois 6pts (4 matchs joués) 11. US canton d'Alban (P) 4pts (3 matchs joués) 12. Entente de la vallée du Girou 2pts (3 matchs joués) | Poule 9 (Classement au 25 octobre 2020) 1. 4 Cantons BHAP 20pts (5 matchs joués) 2. US L'Isle-en-Dodon 19pts (5 matchs joués) 3. Grenade sports 17pts (5 matchs joués) 4. AS Tournefeuille 15pts (4 matchs joués) 5. US Vallée du Lot 12pts (5 matchs joués) 6. ES gimontoise 11pts (5 matchs joués) 7. US Caussade 10pts (4 matchs joués) 8. Coq léguevinois 6pts (3 matchs joués) 9. Stade saint-livradais (P) 6pts (5 matchs joués) 10. RC Bon-Encontre-Boé 4pts (3 matchs joués) 11. Avenir moissagais (P) 0pt (3 matchs joués) 12. SA Condom 0pt (5 matchs joués) |

### Poules 10, 11, 12
- : Qualifiés pour les phases finales
- : Promu en Fédérale 2
- : Relégué en honneur régional

| Poule 10 (Classement au 25 octobre 2020) 1. USEP Ger-Séron-Bédeille 18pts (5 matchs joués) 2. Juillan XV (P) 17pts (4 matchs joués) 3. Oursbelille Bordères RC 17pts (6 matchs joués) 4. Avenir aturin 17pts (5 matchs joués) 5. Avenir Bizanos 13pts (4 matchs joués) 6. AA nogarolienne 11pts (4 matchs joués) 7. JS Villeneuve-de-Marsan 9pts (4 matchs joués) 8. JS riscloise 8pts (3 matchs joués) 9. Stade saint-gaudinois luchonnais 7pts (5 matchs joués) 10. US Mugron 6pts (5 matchs joués) 11. Olympique Ossalois-Laruns 4pts (5 matchs joués) 12. US argelèsienne 2pts (4 matchs joués) | Poule 11 (Classement au 25 octobre 2020) 1. Rion Morcenx CR 18pts (5 matchs joués) 2. RC Nord Landes (P) 14pts (5 matchs joués) 3. US Bardos 12pts (3 matchs joués) 4. US Cambo 10pts (4 matchs joués) 5. Inthalatz rugby Larressore 9pts (4 matchs joués) 6. Gan olympique 9pts (3 matchs joués) 7. Hasparren AC 8pts (3 matchs joués) 8. Avenir de Barcus 5pts (2 matchs joués) 9. US Saint-Palais 5pts (3 matchs joués) 10. Stade navarrais 5pts (3 matchs joués) 11. AS Bayonne 2pts (3 matchs joués) 12. AS Urruñarrak 1pt (4 matchs joués) | Poule 12 (Classement au 25 octobre 2020) 1. SA Rochefort 24pts (5 matchs joués) 2. AS Mérignac 23pts (6 matchs joués) 3. US castillonnaise (P) 18pts (6 matchs joués) 4. US Casteljaloux 15pts (4 matchs joués) 5. US Bazas 14pts (4 matchs joués) 6. FC yonnais 13pts (4 matchs joués) 7. Léognan rugby 11pts (5 matchs joués) 8. RC Puilboreau 10pts (6 matchs joués) 9. RC Gradignan 7pts (5 matchs joués) 10. US néracaise 6pts (5 matchs joués) 11. Stade blayais 3pts (6 matchs joués) 12. Pessac rugby (P) 2pts (4 matchs joués) |

### Poules 13, 14, 15
- : Qualifiés pour les phases finales
- : Promu en Fédérale 2
- : Relégué en honneur régional

| Poule 13 (Classement au 25 octobre 2020) 1. Stade foyen 21pts (6 matchs joués) 2. UA Vernoise Vergt (P) 18pts (4 matchs joués) 3. US Ussel 16pts (5 matchs joués) 4. US Argentacoise 16pts (5 matchs joués) 5. Sporting Club decazevillois 15pts (4 matchs joués) 6. RC Uzerche 11pts (5 matchs joués) 7. GS Figeac 10pts (3 matchs joués) 8. CS nontronnais 8pts (3 matchs joués) 9. Union Saint-Astier Neuvic (P) 5pts (6 matchs joués) 10. RC Saint-Simon (P) 2pts (3 matchs joués) 11. Stade marivalois 2pts (4 matchs joués) 12. RC Saint-Cernin 1pt (4 matchs joués) | Poule 14 (Classement au 25 octobre 2020) 1. US Tours 27pts (6 matchs joués) 2. RC Blaisois 22pts (6 matchs joués) 3. RAC Châteauroux 15pts (5 matchs joués) 4. RC Issoudun 15pts (6 matchs joués) 5. Rugby club auxerrois 12pts (5 matchs joués) 6. RC guérétois 10pts (5 matchs joués) 7. Rugby sancerrois 10pts (5 matchs joués) 8. SC chinonais 9pts (5 matchs joués) 9. OC Montluçon 9pts (3 matchs joués) 10. US La Châtre 5pts (4 matchs joués) 11. US Pithiviers 5pts (5 matchs joués) 12. US Joué (P) 4pts (5 matchs joués) | Poule 15 (Classement au 25 octobre 2020) 1. Stade nantais, (R) 30pts (6 matchs joués) 2. RC Saint-Sébastien Basse-Goulaine (P) 22pts (6 matchs joués) 3. Plouzané AC 18pts (6 matchs joués) 4. RC Trignac 14pts (4 matchs joués) 5. RC Le Mans 14pts (5 matchs joués) 6. CJF Saint-Malo 10pts (5 matchs joués) 7. Pays Auray RC 9pts (5 matchs joués) 8. Saint-Nazaire ovalie 9pts (5 matchs joués) 9. RC sablais 9pts (4 matchs joués) 10. SCORC Angers 7pts (5 matchs joués) 11. RC Plabennec (P) 0pt (3 matchs joués) 12. AGL Fougères 0pt (6 matchs joués) |